# The Thing (jeu vidéo)
Pour les articles homonymes, voir Thing.
The Thing est un jeu vidéo de type survival horror. Il reprend la trame du film du même nom. Ce jeu est sorti en 2002 sur Xbox, PlayStation 2 et PC. Une édition remastérisée développée par Nightdive Studios est sortie fin 2024 sur Nintendo Switch, PlayStation 4, PlayStation 5, Windows, Xbox One et Xbox Series S/X.

## Synopsis
Le jeu commence à l'US Outpost 31 dans l'Antarctique, quelque temps après les événements du film de John Carpenter. Une équipe des forces spéciales américaines est arrivée pour enquêter à la fois sur le camp des États-Unis et le camp norvégien à proximité. Le capitaine JF Blake (joué par Per Solli) est le leader de l'équipe Beta, qui enquête sur le camp des États-Unis, tandis que l'équipe Alpha enquête sur le camp norvégien sous le commandement du capitaine Pierce. Les deux équipes sont sous le commandement général du colonel Whitley (William B. Davis) qui est en communication avec eux par radio. En enquêtant à l'Outpost 31, l'équipe Beta découvre le petit vaisseau spatial fait par le Blair-chose dans le film et un magnétophone avec un message de RJ MacReady, décrivant comment personne ne fait plus confiance à personne et expliquant que tout le monde est très fatigué. Ils trouvent alors des informations détaillant comment la base a été infiltrée par une forme de vie extraterrestre qui est capable d'imiter l'apparence physique et les caractéristiques de tout organisme vivant. Pendant la recherche, ils trouvent aussi le corps de Childs, l'un des deux survivants à la fin du film, qui a succombé à une hypothermie. L'autre survivant du film, MacReady, est introuvable. Sous les ordres de Whitley, l'équipe Beta met en place des explosifs C-4 dans tout l'établissement qui sont déclenchés à distance, détruisant complètement l'avant-poste.
Alors que le reste de l'équipe Beta est transporté en sécurité, Blake se dirige vers le camp norvégien afin de localiser et de renforcer l'équipe Alpha, avec lesquels tout contact a été perdu. Il découvre que l'équipe Alpha a été attaquée et dispersée par un ennemi inconnu, qui se révèle rapidement être une horde de "scuttlers", des petits membres et des appendices de beaucoup plus grandes choses. Finalement Blake trouve Pierce. Cependant, Pierce n'a confiance en personne, soupçonnant tout le monde d'être infecté et exigeant que Blake accepte un test sanguin. Blake se révèle être non infecté, et lui et Pierce se mettent à la recherche d'un moyen de rétablir la communication avec Whitley. Cependant, ils sont bientôt séparés et, n'ayant pas d'autre choix, Blake continue de chercher la salle de radio, mais il découvre que quelqu'un a volé la radio et s'est enfui dans un entrepôt à proximité.
En route vers l'entrepôt, Blake retrouve Pierce dans l'observatoire. Cependant, Pierce croit qu'il est devenu infecté, et plutôt que de se laisser transformer en une chose, il se tire une balle dans la tête. Blake poursuit l'homme à la radio, découvrant finalement qu'il est une chose. Blake le tue, et prend la radio. Sur la route, il entre dans le bâtiment « Pyron » sous la base norvégienne, où il apprend l'existence d'une société appelée Gen-Inc., qui a placé une équipe de recherche sous le commandement du Dr Sean Faraday (John Carpenter, dans un rôle non crédité). Gen-Inc avait mené des expériences sur les choses lorsque leur équipe a été infectée, et maintenant seuls quelques survivants demeurent au sein de l'établissement. Blake sauve Faraday et tente de fuir. Cependant, il rencontre alors Whitley, qui lui tire dessus avec un pistolet tranquillisant et révèle à Faraday que lui-même a été infecté avec le gène de la chose, affirmant qu'elle est contrôlable et qu'il est la preuve vivante de sa capacité comme une arme. Lorsque Faraday se met à tenter d'éradiquer le virus de la Chose, Whitley le tue.
Blake se réveille dans le centre de recherche aujourd'hui abandonné « Strata », et apprend que ses cellules ont une résistance unique à l'infection par la chose. Après s'être échappé, il découvre une conspiration du gouvernement par laquelle Gen-Inc. a isolé une forme microbiologique de la chose appelée le « virus Cloud », qui a été conçue pour être utilisée en cas de guerre biologique. Cependant, la chose a finalement infecté tout le monde dans le complexe. Blake apprend que Whitley était responsable de l'ensemble de l'opération et s'est lui-même injecté avec une souche du virus connu sous le nom « Cloud Virus B4 » dans une tentative pour soigner son cancer terminal. Blake se bat pour traverser le centre de recherche, luttant contre de nombreux black ops sous le commandement de Whitley, ainsi que beaucoup d'autres choses. Il apprend que Whitley prévoit de distribuer le virus Thing dans le monde entier en utilisant une flotte d'avions, cependant, il est capable de les détruire avant qu'ils ne décollent. Finalement, Blake affronte Whitley. Il lui met le feu, mais Whitely n'est pas blessé. Il explique qu'une équipe de transport aérien est en chemin et lorsqu'elle arrivera, il va commencer une diffusion mondiale du virus. Whitley fuit plus loin dans la base, poursuivi par Blake. Sur le site en partie excavé du vaisseau spatial de la Chose du film, Whitley se transforme en une créature Chose massive. Blake rencontre un pilote d'hélicoptère, qui l'aide à vaincre le Whitley-chose. Alors que l'hélicoptère vole loin de la base, le pilote se révèle être RJ MacReady.

## Autour du jeu
- On découvre dans une scène que l'embarcation que Blair avait construite pour fuir, dans le film de John Carpenter, était toujours intacte. Et pourtant, dans le film de 1982, on apercevait que MacReady et ses amis avaient détruit ce petit vaisseau. Il est donc impossible que les événements de ce jeu soient la suite du film de John Carpenter.
- Ce jeu nous révèle le retour de la Chose alors qu'il était impossible de voir cette créature revenir car MacReady avait détruit tous ce qui restait d'elle avant la fin du film de 1982... à moins que l'équipe de Whitley ait trouvé quelques cadavres de la Chose au camp Norvégien dans des recoins que MacReady n'avait pas encore fouillés (des cadavres qui n'étaient pas entièrement incinérés au point où il ne pouvait rien rester de cette chose).
- Le personnage du Dr Faraday que l'on rencontre dans les laboratoires est modélisé selon le visage de John Carpenter.